# JK Tervis Pärnu
JK Tervis Pärnu was een Estse voetbalclub uit Pärnu. De clubkleuren waren zwart-wit-blauw. 
De club werd in 1922 opgericht. In 1996 nam de club de naam Lelle SK aan en ging in Lelle spelen. In 2002 werd de oude naam weer aangenomen maar in 2005 ging de club failliet.

## Tervis in Europa
- Groep = Groepsfase
- PUC = punten UEFA coëfficiënten

| Seizoen | Competitie    | Ronde | Land                          | Club                   | Score | PUC |
| ------- | ------------- | ----- | ----------------------------- | ---------------------- | ----- | --- |
| 1995    | Intertoto Cup | Groep | Vlag van Servië en Montenegro | FK Budućnost Podgorica | 1-3   | 0.0 |
|         |               | Groep | Vlag van Cyprus               | Nea Salamis Famagusta  | 0-2   | 0.0 |
|         |               | Groep | Vlag van Duitsland            | Bayer 04 Leverkusen    | 1-6   | 0.0 |
|         |               | Groep | Vlag van Griekenland          | OFI Kreta              | 0-2   | 0.0 |

Totaal aantal punten voor UEFA coëfficiënten: 0.0

## Bekende (oud-)spelers
- Viktor Alonen
- Aivar Anniste
- Alo Bärengrub
- Kert Haavistu
- Janne Oinas
- Indro Olumets
- Andres Oper
- Erko Saviauk
- Andrei Stepanov
- Vjatšeslav Zahovaiko